# Julius Steger
Julius Steger (4 de marzo de 1886 – 26 de febrero de 1959) fue un director, guionista, actor y productor cinematográfico austriaco, activo en la época del cine mudo.

## Biografía
Nacido en Viena, Austria, trabajó en los Estados Unidos. Actor teatral en el circuito de Broadway, en Nueva York, participando en musicales y operetas en los primeros años del siglo XX, pasó al cine en los años 1910. Para la pantalla trabajó como actor, director, productor y guionista. Dirigió once películas entre 1916 y 1919, algunas de ellas en colaboración con Joseph A. Golden.
Lulius Steger falleció en Viena en 1959, días antes de cumplir los 73 años de edad.

## Teatro
- Santa Maria (estreno: 24 de septiembre de 1896)
- Foxy Quiller (In Corsica) (estreno: 5 de noviembre de 1900)
- Sally in Our Alley (estreno: 29 de agosto de 1902)
- The Billionaire (estreno: 29 de diciembre de 1902)
- It Happened in Nordland (estreno: 5 de diciembre de 1904)
- The Rollicking Girl (estreno: 1 de mayo de 1905)
- A Modern Girl (estreno: 12 de septiembre de 1914)

## Filmografía completa

### Actor
- The Fifth Commandment (1915)
- The Master of the House, de Joseph A. Golden (1915)
- The Blindness of Love, de Charles Horan (1916)
- The Stolen Triumph, de David H. Thompson (1916)

### Director
- The Prima Donna's Husband, codirigida con Joseph A. Golden (1916)
- The Libertine, codirigida con Joseph A. Golden (1916)
- The Law of Compensation, codirigida con di Joseph A. Golden (1917)
- Redemption, codirigida con Joseph A. Golden (1917)
- Just a Woman (1918)
- Her Mistake (1918)
- Cecilia of the Pink Roses (1918)
- The Burden of Proof, codirigida con John G. Adolfi (1918)
- The Hidden Truth (1919)
- The Belle of New York (1919)
- Break the News to Mother (1919)

### Guionista
- The Fifth Commandment (1915)
- The Master of the House, de Joseph A. Golden (1915)
- Not Guilty, de Joseph A. Golden (1915)
- The Warning, de Edmund Lawrence (1915)
- The Stolen Triumph, de David H. Thompson (1916)
- Redemption, de Julius Steger y Joseph A. Golden (1917)
- Just a Woman, de Julius Steger (1918)
- Her Mistake, de Julius Steger (1918)
- Perjury, de Harry F. Millarde (1921)
- Does It Pay?, de Charles Horan (1923)

### Productor
- Redemption, de Julius Steger y Joseph A. Golden (1917)
- Just a Woman, de Julius Steger (1918)
- Her Mistake, de Julius Steger (1918)
- Who Are My Parents?, de J. Searle Dawley (1922)
- No Mother to Guide Her, de Charles Horan (1923)